# Muscari leucostomum
Muscari leucostomum là một loài thực vật có hoa trong họ Măng tây. Loài này được Woronow ex Czerniak. mô tả khoa học đầu tiên.

## Hình ảnh

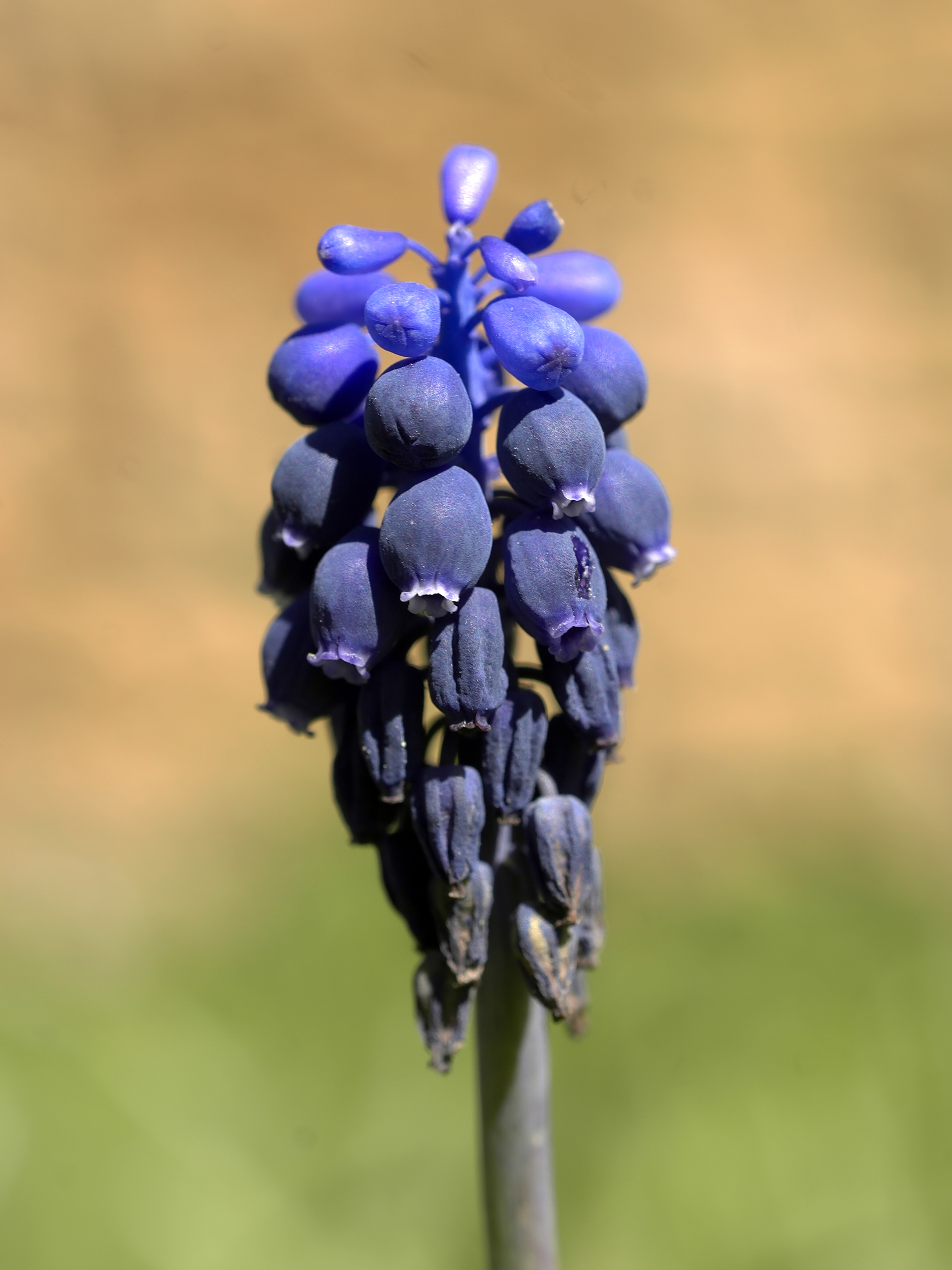